# Gran Premio d'Europa 2004
Il Gran Premio d'Europa 2004 è stato un Gran Premio di Formula 1 disputato il 30 maggio 2004 al Nürburgring, in Germania. La gara fu vinta da Michael Schumacher su Ferrari, davanti al compagno di squadra Rubens Barrichello e a Jenson Button su BAR - Honda.

## Vigilia

### Aspetti sportivi
Nella settimana tra il Gran Premio di Monaco ed il successivo la Williams annunciò degli importanti cambiamenti al proprio organigramma tecnico. Dopo 26 anni, infatti, Patrick Head lasciò la posizione di direttore tecnico, venendo sostituito da Sam Michael, in precedenza responsabile delle operazioni in pista. La sostituzione fu dovuta anche alle crescenti tensioni tra la scuderia inglese e il motorista BMW, insoddisfatto dei risultati negativi nella prima parte della stagione.

### Aspetti tecnici
A causa della vicinanza con il precedente Gran Premio di Monaco, disputato la settimana prima, nessuna scuderia modificò in modo sensibile le proprie monoposto. McLaren e Toyota, in particolare, erano concentrate sulle versioni B delle proprie vetture; la scuderia inglese, protagonista di un pessimo avvio di stagione, pianificava di portare in pista la nuova monoposto già nella settimana successiva al Gran Premio.

## Prove libere
Come nelle gare precedenti, BAR, Jaguar, Toyota, Jordan e Minardi schierarono in pista una terza vettura (affidata rispettivamente a Anthony Davidson, Björn Wirdheim, Ricardo Zonta, Timo Glock e Bas Leinders) nelle due sessioni di prove libere del venerdì.
I tempi migliori nella prima sessione di prove libere di venerdì furono i seguenti:
| Pos | Nº | Pilota             | Costruttore | Tempo    |
| --- | -- | ------------------ | ----------- | -------- |
| 1   | 35 | Anthony Davidson   | BAR - Honda | 1'29"447 |
| 2   | 1  | Michael Schumacher | Ferrari     | 1'29"631 |
| 3   | 2  | Rubens Barrichello | Ferrari     | 1'29"865 |

I tempi migliori nella seconda sessione di prove libere di venerdì furono i seguenti:
| Pos | Nº | Pilota          | Costruttore        | Tempo    |
| --- | -- | --------------- | ------------------ | -------- |
| 1   | 6  | Kimi Räikkönen  | McLaren - Mercedes | 1'29"355 |
| 2   | 9  | Jenson Button   | BAR - Honda        | 1'29"618 |
| 3   | 4  | Ralf Schumacher | Williams - BMW     | 1'29"677 |

I tempi migliori nella prima sessione di prove libere di sabato furono i seguenti:
| Pos | Nº | Pilota          | Costruttore    | Tempo    |
| --- | -- | --------------- | -------------- | -------- |
| 1   | 9  | Jenson Button   | BAR - Honda    | 1'29"485 |
| 2   | 4  | Ralf Schumacher | Williams - BMW | 1'30"192 |
| 3   | 10 | Takuma Satō     | BAR - Honda    | 1'30"261 |

I tempi migliori nella seconda sessione di prove libere di sabato furono i seguenti:
| Pos | Nº | Pilota             | Costruttore | Tempo    |
| --- | -- | ------------------ | ----------- | -------- |
| 1   | 9  | Jenson Button      | BAR - Honda | 1'28"827 |
| 2   | 1  | Michael Schumacher | Ferrari     | 1'29"064 |
| 3   | 10 | Takuma Satō        | BAR - Honda | 1'29"127 |

## Qualifiche

### Resoconto
Michael Schumacher dominò le qualifiche e ottenne la quinta pole position stagionale con un vantaggio di oltre sei decimi sul secondo miglior tempo, fatto segnare da Sato. Il pilota della BAR-Honda (primo pilota giapponese nella storia della Formula 1 ad ottenere un piazzamento in prima fila), precedette il vincitore di Monaco, Trulli, Räikkönen, Button, Alonso, Barrichello e Montoya. Ralf Schumacher e Panis chiusero il gruppo dei primi dieci. Non fecero, infine, segnare tempi cronometrati Fisichella e Coulthard, che furono quindi relegati in fondo al gruppo.
Le qualifiche furono caratterizzate da diverse penalità: Gianmaria Bruni fu retrocesso in fondo alla griglia per essere uscito dai box col semaforo rosso, mentre il suo compagno di squadra Baumgartner fu penalizzato di dieci posizioni per aver sostituito il motore; infine, Mark Webber fu penalizzato con un secondo aggiuntivo sul suo tempo per non aver rallentato a sufficienza in presenza di bandiere gialle durante le prove di venerdì.

### Risultati
| Pos | No | Pilota               | Costruttore        | Pneumatici | Prequalifiche | Qualifiche  | Distacco |
| --- | -- | -------------------- | ------------------ | ---------- | ------------- | ----------- | -------- |
| 1   | 1  | Michael Schumacher   | Ferrari            | B          | 1'28"278      | 1'28"351    |          |
| 2   | 10 | Takuma Satō          | BAR - Honda        | M          | 1'27"691      | 1'28"986    | +0"635   |
| 3   | 7  | Jarno Trulli         | Renault            | M          | 1'29"905      | 1'29"135    | +0"784   |
| 4   | 6  | Kimi Räikkönen       | McLaren - Mercedes | M          | 1'28"897      | 1'29"137    | +0"786   |
| 5   | 9  | Jenson Button        | BAR - Honda        | M          | 1'28"816      | 1'29"245    | +0"894   |
| 6   | 8  | Fernando Alonso      | Renault            | M          | 1'29"069      | 1'29"313    | +0"962   |
| 7   | 2  | Rubens Barrichello   | Ferrari            | B          | 1'29"014      | 1'29"353    | +1"002   |
| 8   | 3  | Juan Pablo Montoya   | Williams - BMW     | M          | 1'29"092      | 1'29"354    | +1"003   |
| 9   | 4  | Ralf Schumacher      | Williams - BMW     | M          | 1'28"655      | 1'29"459    | +1"108   |
| 10  | 17 | Olivier Panis        | Toyota             | M          | 1'29"243      | 1'29"697    | +1"346   |
| 11  | 16 | Cristiano da Matta   | Toyota             | M          | 1'29"272      | 1'29"706    | +1"355   |
| 12  | 15 | Christian Klien      | Jaguar - Cosworth  | M          | 1'30"933      | 1'31"431    | +3"080   |
| 13  | 18 | Nick Heidfeld        | Jordan - Ford      | B          | 1'32"216      | 1'31"604    | +3"253   |
| 14  | 14 | Mark Webber          | Jaguar - Cosworth  | M          | 1'30"579      | 1'31"797    | +3"446   |
| 15  | 19 | Giorgio Pantano      | Jordan - Ford      | B          | 1'31"928      | 1'31"979    | +3"628   |
| 16  | 12 | Felipe Massa         | Sauber - Petronas  | B          | 1'31"879      | 1'31"982    | +3"631   |
| 17  | 21 | Zsolt Baumgartner    | Minardi - Cosworth | B          | 1'33"061      | 1'34"398    | +6"047   |
| 18  | 11 | Giancarlo Fisichella | Sauber - Petronas  | B          | 1'29"327      | Senza tempo | /        |
| 19  | 5  | David Coulthard      | McLaren - Mercedes | M          | 1'28"717      | Senza tempo | /        |
| 20  | 20 | Gianmaria Bruni      | Minardi - Cosworth | B          | 1'33"077      | Senza tempo | /        |

## Gara

### Resoconto
Al via Michael Schumacher conservò la testa della corsa, mentre alle spalle del pilota tedesco Trulli superò Sato, che tuttavia restituì il sorpasso al rivale alla prima curva. Più indietro, Montoya arrivò troppo velocemente alla prima frenata: il colombiano finì per speronare il compagno di squadra Ralf Schumacher, che a sua volta colpì la Toyota di Da Matta. Quest'ultimo e il pilota tedesco furono costretti al ritiro, mentre Montoya tornò ai box con l'alettone anteriore danneggiato, tornando in gara in ultima posizione.
Poche curve dopo la partenza, Sato arrivò lungo ad una frenata e Trulli ne approfittò per conquistare la seconda posizione. Il pilota giapponese lo attaccò nuovamente poco dopo: l'accesa lotta tra i due favorì Räikkönen e Alonso, che sopravanzarono entrambi prendendosi il secondo ed il terzo posto, mentre Trulli perse diverse posizioni. Alla fine del primo passaggio Michael Schumacher transitò sul traguardo davanti a Räikkönen, Alonso, Sato, Barrichello, Button e Trulli. Il pilota tedesco della Ferrari era nettamente più veloce di Räikkönen, sul quale guadagnò quasi due secondi al giro. Il finlandese fece da tappo nei confronti del gruppo degli inseguitori, che, pur nettamente più veloci, non riuscirono a superarlo, accumulando così un consistente ritardo da Schumacher.
La prima serie di pit stop fu aperta da Michael Schumacher all'ottava tornata. Un giro più tardi rifornì anche Räikkönen, che, poco dopo essere uscito dai box, parcheggiò a bordo pista la sua McLaren, con il motore rotto. Nei giri successivi tutti i piloti effettuarono la propria prima sosta, con l'eccezione di Barrichello, Coulthard e Fisichella, partiti con una strategia che prevedeva due rifornimenti contro i tre degli avversari. Il pilota brasiliano si trovò quindi al comando per qualche passaggio, prima di rifornire a sua volta al 16º giro. L'ultimo pilota ad effettuare la prima sosta fu Fisichella, al 24º passaggio. Michael Schumacher continuò a condurre la gara davanti a Sato, Barrichello, Button, Trulli, Alonso e Webber. Più indietro, Montoya faticò a rimontare dopo l'incidente al primo giro, mentre Coulthard si ritirò, tradito come il compagno di squadra dal motore Mercedes della sua monoposto.
La seconda serie di soste permise a Barrichello di sopravanzare Sato; alle spalle del giapponese si trovavano, nell'ordine, Button, Trulli, Alonso e Webber. Non accadde praticamente nulla fino al 42º giro, quando Alonso aprì la terza ed ultima serie di soste ai box. Barrichello passò nuovamente davanti a Sato, ma il pilota giapponese, con meno carburante a bordo, lo attaccò nel corso del 46º giro. La mossa di Sato non andò a buon fine e i due finirono per toccarsi: il pilota della BAR ebbe la peggio e sulla sua monoposto si ruppe l'alettone anteriore, mentre la vettura di Barrichello non riportò danni significativi. Sato rientrò ai box per cambiare il musetto, ma poco dopo sulla sua vettura cedette il cambio. Button salì così al terzo posto. Non ci furono altri eventi degni di nota e Michael Schumacher vinse la sesta gara su sette da inizio stagione; dietro di lui chiusero Barrichello, Button, Trulli, Alonso, Fisichella, Webber e Montoya.

### Risultati
| Pos      | No | Pilota               | Costruttore        | Pneumatici | Giri | Tempo/Ritiro e posizione al ritiro/Media oraria | Partenza | Punti |
| -------- | -- | -------------------- | ------------------ | ---------- | ---- | ----------------------------------------------- | -------- | ----- |
| 1        | 1  | Michael Schumacher   | Ferrari            | B          | 60   | 1h32'35"101 - 200.159 km/h                      | 1        | 10    |
| 2        | 2  | Rubens Barrichello   | Ferrari            | B          | 60   | +17"989                                         | 7        | 8     |
| 3        | 9  | Jenson Button        | BAR - Honda        | M          | 60   | +22"533                                         | 5        | 6     |
| 4        | 7  | Jarno Trulli         | Renault            | M          | 60   | +53"673                                         | 3        | 5     |
| 5        | 8  | Fernando Alonso      | Renault            | M          | 60   | +1'00"987                                       | 6        | 4     |
| 6        | 11 | Giancarlo Fisichella | Sauber - Petronas  | B          | 60   | +1'13"448                                       | 18       | 3     |
| 7        | 14 | Mark Webber          | Jaguar - Cosworth  | M          | 60   | +1'16"206                                       | 14       | 2     |
| 8        | 3  | Juan Pablo Montoya   | Williams - BMW     | M          | 59   | +1 giro                                         | 8        | 1     |
| 9        | 12 | Felipe Massa         | Sauber - Petronas  | B          | 59   | +1 giro                                         | 16       |       |
| 10       | 18 | Nick Heidfeld        | Jordan - Ford      | B          | 59   | +1 giro                                         | 13       |       |
| 11       | 17 | Olivier Panis        | Toyota             | M          | 59   | +1 giro                                         | 10       |       |
| 12       | 15 | Christian Klien      | Jaguar - Cosworth  | M          | 59   | +1 giro                                         | 12       |       |
| 13       | 19 | Giorgio Pantano      | Jordan - Ford      | B          | 58   | +2 giri                                         | 15       |       |
| 14       | 20 | Gianmaria Bruni      | Minardi - Cosworth | B          | 57   | +3 giri                                         | 19       |       |
| 15       | 21 | Zsolt Baumgartner    | Minardi - Cosworth | B          | 57   | +3 giri                                         | 17       |       |
| Ritirato | 10 | Takuma Satō          | BAR - Honda        | M          | 47   | Motore (3°)                                     | 2        |       |
| Ritirato | 5  | David Coulthard      | McLaren - Mercedes | M          | 25   | Motore (8°)                                     | 20       |       |
| Ritirato | 6  | Kimi Räikkönen       | McLaren - Mercedes | M          | 9    | Motore                                          | 4        |       |
| Ritirato | 4  | Ralf Schumacher      | Williams - BMW     | M          | 0    | Collisione con J.P.Montoya e C.da Matta         | 9        |       |
| Ritirato | 16 | Cristiano da Matta   | Toyota             | M          | 0    | Collisione con R.Schumacher                     | 11       |       |

## Classifiche

### Piloti
| Pos. | Pilota               | Punti |
| ---- | -------------------- | ----- |
| 1    | Michael Schumacher   | 60    |
| 2    | Rubens Barrichello   | 46    |
| 3    | Jenson Button        | 38    |
| 4    | Jarno Trulli         | 36    |
| 5    | Fernando Alonso      | 25    |
| 6    | Juan Pablo Montoya   | 24    |
| 7    | Ralf Schumacher      | 12    |
| 8    | Takuma Satō          | 8     |
| 9    | Felipe Massa         | 5     |
| 9    | Giancarlo Fisichella | 5     |
| 11   | David Coulthard      | 4     |
| 12   | Cristiano da Matta   | 3     |
| 12   | Mark Webber          | 3     |
| 14   | Nick Heidfeld        | 2     |
| 15   | Olivier Panis        | 1     |
| 15   | Kimi Räikkönen       | 1     |

### Costruttori
| Pos. | Team               | Punti |
| ---- | ------------------ | ----- |
| 1    | Ferrari            | 106   |
| 2    | Renault            | 61    |
| 3    | BAR - Honda        | 46    |
| 4    | Williams - BMW     | 36    |
| 5    | Sauber - Petronas  | 10    |
| 6    | McLaren - Mercedes | 5     |
| 7    | Toyota             | 4     |
| 8    | Jaguar - Cosworth  | 3     |
| 9    | Jordan - Ford      | 2     |

## Fonti
Tutti i dati statistici provengono da Autosprint n.22/2004